# Takaya Natsuki
Takaya Natsuki (高屋 奈月 Takaya Natsuki) là bút danh của mangaka Nhật Bản nổi tiếng khi sáng tác manga Fruits Basket. Bà sinh ngày 7 tháng 7 năm 1973. Takaya thuận tay trái và khi học lớp 1 có 1 lần bà tiết lộ rằng bà muốn trở thành một Mangaka khi thấy em gái bà bắt đầu vẽ. Bà sinh ra ở Shizuoka, Nhật Bản nhưng lớn lên ở Tokyo. Bà thích trò chơi điện tử Final Fantasy hay Sakura Taisen, hoặc làm nhiều manga khác nhau. Fruits Basket trở thành shōjo manga thứ hai bán chạy nhất ở Nhật Bản  và top shōjo manga bán chạy ở Bắc Mỹ. Fruits Basket cũng đã được chuyển thể thành một anime 26 tập. Năm 2001, Takaya nhận được giải Kodansha Manga Award cho Fruits Basket.

## Series
- Gen'ei Musō (幻影夢想?)
(1994–1997, Hana to Yume Planet Zōkan, Hakusensha, 5 tập)
- Tsubasa o Motsu Mono (翼を持つ者?)
(1995–1998, Hana to Yume, Hakusensha)
- Boku ga Utau to Kimi wa Warau kara (僕が唄うと君は笑うから?)
(1998, short story collection)
- Fruits Basket (フルーツバスケット Furūtsu Basuketto?)
(1998–2006, Hana to Yume, Hakusensha, 23 tập)
- Komogomo
(2006, one-shot)
- Hoshi wa Utau (星は歌う?)
(June 2007[4]–2011,[5] Hana to Yume, Hakusensha, 11 tập)
- Liselotte to Majo no Mori (リーゼロッテと魔女の森?)
(May 2011–ongoing,[5] Hana to Yume, Hakusensha, 5 tập)